# QUnit
QUnit es un framework de pruebas de JavaScript que permite a los desarrolladores realizar pruebas unitarias y de integración en sus aplicaciones web. Originalmente creado para probar jQuery, QUnit ha evolucionado para convertirse en una herramienta independiente y ampliamente utilizada en la comunidad de desarrollo web. Se puede utilizar QUnit en Node.js.
Según la documentación oficial, QUnit es fácil de usar y se puede integrar en cualquier proyecto JavaScript, independientemente de su tamaño. Ofrece una sintaxis clara y concisa que facilita la escritura de pruebas, así como herramientas para la ejecución y visualización de resultados. Además, QUnit permite realizar pruebas tanto en el navegador como en entornos de línea de comandos, lo que lo convierte en una opción versátil para asegurar la calidad del código. Su enfoque en la simplicidad y la flexibilidad ha hecho que QUnit sea una herramienta popular entre los desarrolladores que buscan mantener estándares de calidad en sus aplicaciones web.

### Historia
QUnit fue desarrollado por la Fundación OpenJS y se lanzó por primera vez en 2008. Desde entonces, ha sido adoptado por numerosos proyectos y bibliotecas de JavaScript debido a su simplicidad y eficacia. A lo largo de los años, QUnit ha recibido actualizaciones significativas que han mejorado su funcionalidad y facilidad de uso.

### Características
- Pruebas unitarias: QUnit permite a los desarrolladores escribir pruebas unitarias para verificar el funcionamiento de funciones individuales y componentes de su código.

- Pruebas de integración: Además de las pruebas unitarias, QUnit facilita la realización de pruebas de integración, asegurando que diferentes partes de una aplicación funcionen correctamente juntas.

- Informes detallados: QUnit proporciona informes claros y detallados sobre los resultados de las pruebas, lo que ayuda a los desarrolladores a identificar y corregir errores en su código de manera eficiente.

- Compatibilidad con navegadores: QUnit es compatible con todos los navegadores modernos, lo que garantiza que las pruebas se puedan ejecutar en diversas plataformas.

- Integración con herramientas de construcción: QUnit se puede integrar fácilmente con herramientas de construcción y sistemas de control de versiones, lo que permite a los desarrolladores automatizar el proceso de pruebas.

### Uso
Para utilizar QUnit, los desarrolladores deben incluir la biblioteca en su proyecto y escribir pruebas utilizando su sintaxis simple y clara. Un ejemplo básico de una prueba con QUnit es el siguiente:
```
javascript

QUnit
.
test
(
"Ejemplo de prueba"
,
 
function
(
assert
)
 
{

  
assert
.
equal
(
1
 
+
 
1
,
 
2
,
 
"La suma de 1 y 1 debe ser 2"
);

});

```

En este ejemplo, se define una prueba que verifica si la suma de 1 y 1 es igual a 2. Si la prueba se ejecuta correctamente, QUnit informará que la prueba ha pasado.

### Descontinuación de jQuery Mobile
En octubre de 2021, la Fundación OpenJS anunció la descontinuación de jQuery Mobile, lo que llevó a un enfoque renovado en QUnit como herramienta de pruebas para aplicaciones modernas. Esta decisión refleja la evolución del desarrollo web y la necesidad de adaptarse a nuevas tecnologías y enfoques.
QUnit es una herramienta fundamental para los desarrolladores de JavaScript que buscan asegurar la calidad de su código a través de pruebas unitarias y de integración. Su simplicidad, compatibilidad y capacidad de integración lo convierten en una opción popular en la comunidad de desarrollo web. A medida que el panorama tecnológico continúa evolucionando, QUnit sigue siendo relevante y útil para mantener estándares de calidad en el desarrollo de aplicaciones web.